# Gythio

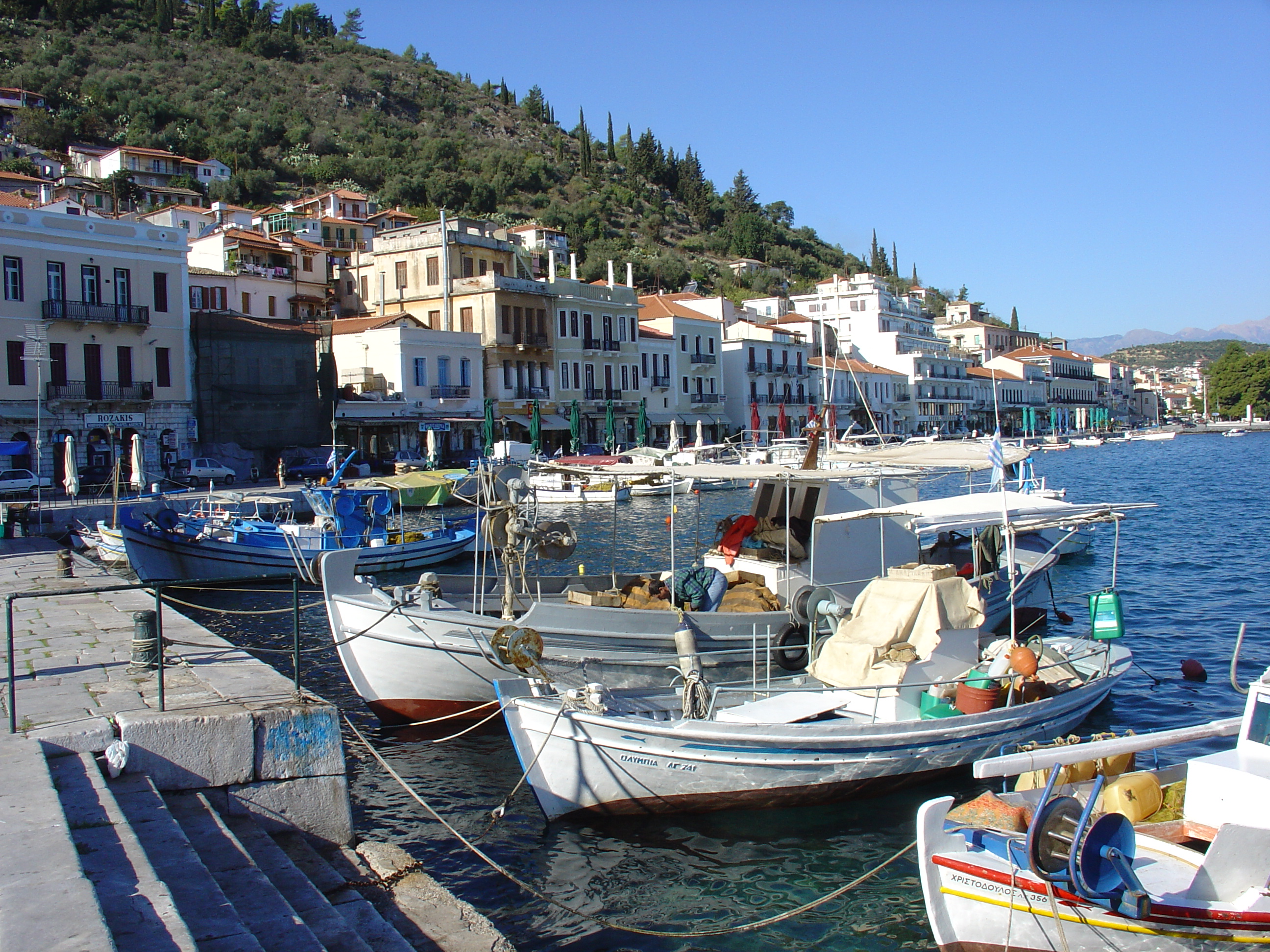
Gythio, de oude oorlogshaven van Sparta

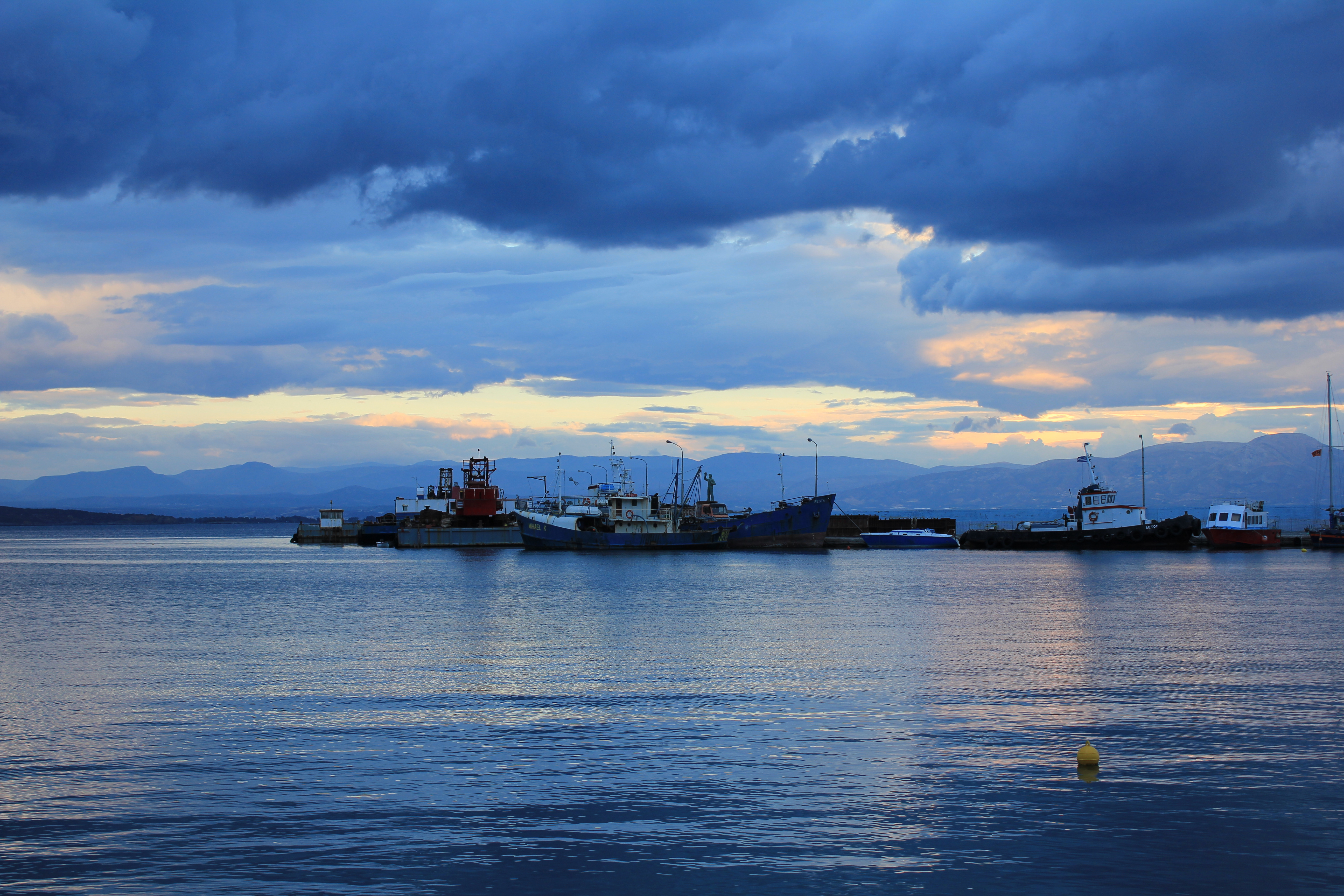
De haven van Gythio gezien vanaf de promenade op 23 oktober 2012.

Gythio (Grieks: Γύθειο) is een deelgemeente (dimotiki enotita) van de fusiegemeente (dimos) Anatoliki Mani, in de Griekse bestuurlijke regio (periferia) Peloponnesos.
Het is een havenstadje dat geldt als een van de aantrekkelijkste kustplaatsen van de zuidelijke Peloponnesos. Het dorp is de toegangspoort naar het schiereiland Mani, de middelste vinger van de Peloponnesos.
In de oudheid werd Gythio door de Spartanen benut als haven en belangrijkste basis voor hun vloot. De Romeinen brachten welvaart in de stad door de export van purperslakken, die de kleurstof leverden waarmee kostbare stoffen purper werden gekleurd. Het belangrijkste wat rest uit de oudheid is een Romeins theater waar in de zomer nog muziek- en theatervoorstellingen gegeven worden. Het stadje van tegenwoordig is van middeleeuwse origine en bevat vestingwerken uit ongeveer 1250. Talrijke kerken en kloosters, intact of als ruïne en zelfs Venetiaanse paleizen zijn zichtbaar voor de schipper die de baai invaart. De fresco's hierin zijn van Italiaanse renaissance-kunstenaars.
Vlak voor de kust ligt het met een stenen pier aan het vasteland verbonden eilandje Cranae, waarvan algemeen wordt aangenomen dat dit het door Homerus genoemde eiland Kranaï is, waar Paris en de schone Helena hun eerste liefdesnacht doorbrachten na hun vlucht uit Sparta.
Tot aan de Tweede Wereldoorlog voerde de haven van Gythio ook eikels uit, die werden gebruikt in de leerlooierij en door vrouwen en kinderen werden verzameld in de naburige bossen. Nu vertrekt de veerboot naar de eilanden Kythera en Kreta vanuit de haven van Gythio.
De plaatselijke economie steunt op twee pilaren: de olijfoogst (Koroneiki-olijfolie en Kalamon delicatesse eet-olijven) en het toerisme.

## Geboren in Gythio
- Tzannis Tzannetakis (1927-2010), premier van Griekenland